# Pomoxis
Pomoxis – rodzaj słodkowodnych ryb okoniokształtnych z rodziny bassowatych.

## Klasyfikacja
Gatunki zaliczane do tego rodzaju:

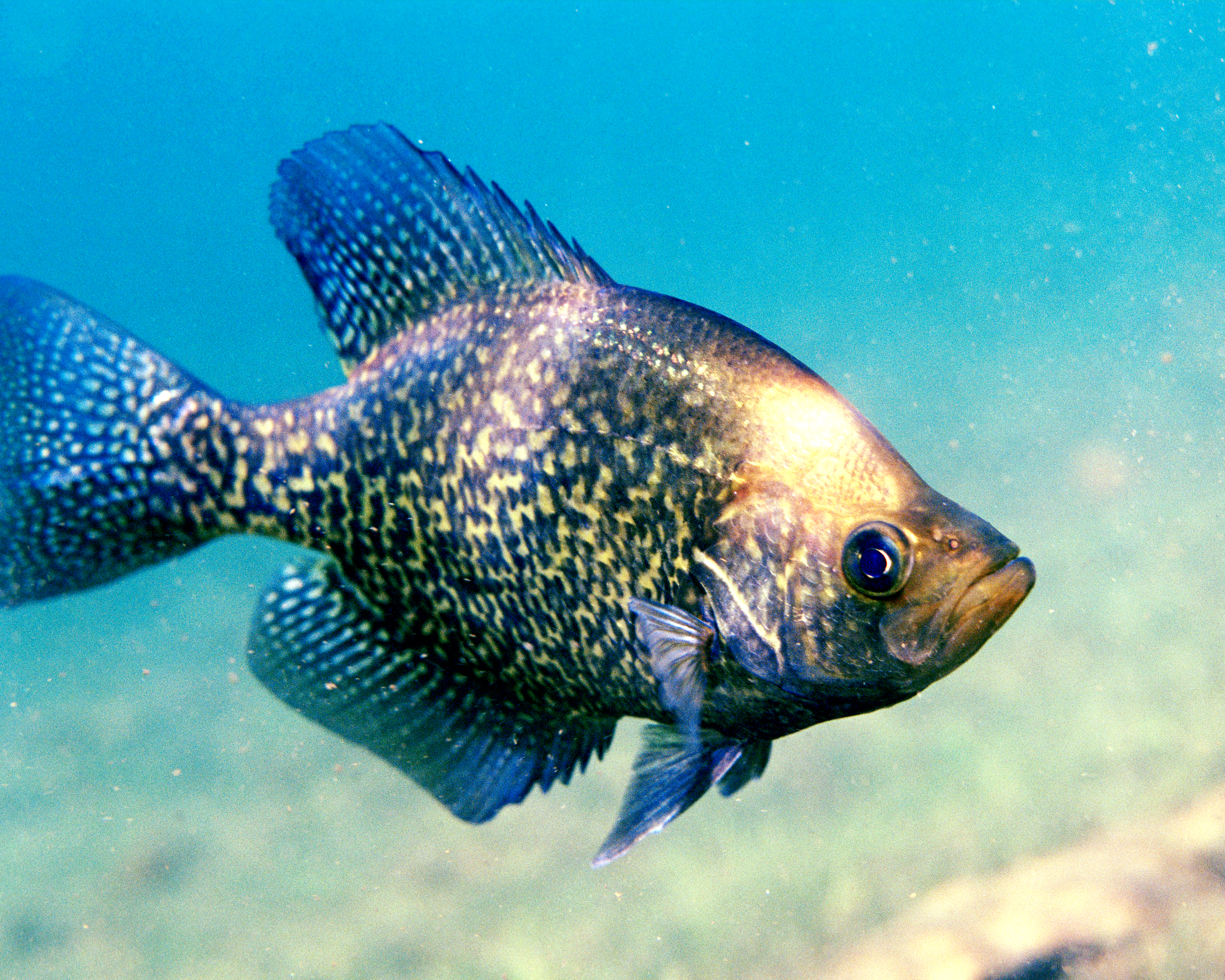
Pomoxis annularis
- Pomoxis nigromaculatus

- Pomoxis nigromaculatus